# Risco Saint Saud
Risco Saint Saud está enclavado en el Macizo Central de los Picos de Europa o macizo de los Urrieles, en Asturias. Recibe su nombre del montañero francés Aymar de Saint-Saud.